# Josh Charles (calciatore)
Josh Charles (29 novembre 1990) è un calciatore grenadino, portiere del Boca Juniors Grenada.

## Carriera

### Club
Comincia a giocare all'Hard Rock. Nel 2015 viene acquistato dal Boca Juniors Grenada.

### Nazionale
Ha debuttato in Nazionale il 7 ottobre 2011, in Belize-Grenada (1-4). Ha partecipato, senza tuttavia scendere mai in campo, alla Gold Cup 2009. Ha collezionato in totale, con la maglia della Nazionale, 4 presenze.

## Statistiche

### Cronologia presenze e reti in Nazionale
| Cronologia completa delle presenze e delle reti in nazionale ― Grenada | Cronologia completa delle presenze e delle reti in nazionale ― Grenada | Cronologia completa delle presenze e delle reti in nazionale ― Grenada | Cronologia completa delle presenze e delle reti in nazionale ― Grenada | Cronologia completa delle presenze e delle reti in nazionale ― Grenada | Cronologia completa delle presenze e delle reti in nazionale ― Grenada | Cronologia completa delle presenze e delle reti in nazionale ― Grenada | Cronologia completa delle presenze e delle reti in nazionale ― Grenada |
| Data                                                                   | Città                                                                  | In casa                                                                | Risultato                                                              | Ospiti                                                                 | Competizione                                                           | Reti                                                                   | Note                                                                   |
| ---------------------------------------------------------------------- | ---------------------------------------------------------------------- | ---------------------------------------------------------------------- | ---------------------------------------------------------------------- | ---------------------------------------------------------------------- | ---------------------------------------------------------------------- | ---------------------------------------------------------------------- | ---------------------------------------------------------------------- |
| 7-10-2011                                                              | Belmopan                                                               | Belize                                                                 | 1 – 4                                                                  | Grenada                                                                | Qual. Mondiali 2014                                                    | -1                                                                     |                                                                        |
| 15-10-2011                                                             | Saint George's                                                         | Grenada                                                                | 1 – 1                                                                  | Saint Vincent e Grenadine                                              | Qual. Mondiali 2014                                                    | -1                                                                     |                                                                        |
| 11-11-2011                                                             | Città del Guatemala                                                    | Guatemala                                                              | 3 – 0                                                                  | Grenada                                                                | Qual. Mondiali 2014                                                    | -3                                                                     |                                                                        |
| 15-11-2011                                                             | Saint George's                                                         | Grenada                                                                | 1 – 4                                                                  | Guatemala                                                              | Qual. Mondiali 2014                                                    | -4                                                                     |                                                                        |
| Totale                                                                 |                                                                        | Presenze                                                               | 4                                                                      |                                                                        | Reti                                                                   | -9                                                                     |                                                                        |